# Тузак (река)
Тузак — река в России, протекает по Онгудайскому району Республики Алтай. Устье реки находится в 21 км по правому берегу реки Кадрин. Длина реки составляет 19 км.

## Притоки
- Ейгонок (пр)
- Кызылтал (пр)
- Куйрухтут (пр)

## Данные водного реестра
По данным государственного водного реестра России относится к Верхнеобскому бассейновому округу, водохозяйственный участок реки — Катунь, речной подбассейн реки — Бия и Катунь. Речной бассейн реки — (Верхняя) Обь до впадения Иртыша.